# Clitocybe lituus
Clitocybe lituus är en svampart som först beskrevs av Elias Fries, och fick sitt nu gällande namn av Métrod 1946. Clitocybe lituus ingår i släktet Clitocybe och familjen Tricholomataceae.  Artens status i Sverige är: Osäker förekomst. Inga underarter finns listade i Catalogue of Life.